# 정화경
정화경(鄭--, 1807년 ~ 1840년 1월 23일)은 조선의 천주교 박해 때에 순교한 한국 천주교의 103위 성인 중에 한 사람이다. 세례명은 안드레아(Andreas)이다.
정화경은 쉽게 속는 우둔한 사람이었다. 그 결과 주교와 많은 천주교 신자들이 체포되었다. 배교자 김여상이 그에게 한양의 관리들이 입교하였고 프랑스인 선교사들을 환영할 것이라고 말하였다. 어리석게도 정화경은 그 말을 믿었고 포도대를 앵베르 주교에게 데려다 주어 그를 체포케 만들었다.

## 생애
정화경은 1807년에 충청도 청산에 있는 한 부유한 천주교 집안에서 태어났다. 그는 신앙생활을 더 자유롭게 하기 위하여, 집을 떠나 수원 근교로 이사하였다. 그는 거기서 회장직을 수행하며 공소를 세웠으며, 한양을 왕래하며 최선을 다하여 교회를 위해 봉사했다. 1839년 기해박해가 발발하자, 그는 교우들을 위로하고 격려하며 순교를 각오시키는 한편, 피신해 온 앵베르 주교에게 은신처를 마련해 주었다. 그러나, 정화경이 김여상에게 속아 주교가 체포된 이후에도, 정화경은 또다시 포졸들에게 속아넘어갔다. 그들은 정화경에게 곧 신앙의 자유가 찾아올 것이라고 말했고, 신자들을 여럿 체포해갔다.
포졸들은 정화경을 이용해 모방 신부와 샤스탕 신부를 체포하려 했지만, 마침내 정화경은 자신의 어리석음을 알아차리고 그 선교사들의 위치를 발설치 않았다. 대신에, 그는 재빨리 선교사들에게 달려가서 피신하라고 말했다. 정화경은 자신의 죄를 고해성사하고 난 뒤, 관아에 자수할 것을 결심하였다.
9월 경 그는 결국 체포되었고, 이후 포장에게 배교를 강요받았다. 정화경은 우둔했지만, 강한 신앙을 가지고 있었다. 그는 포장의 강요를 계속하여 거부했으며 주뢰와 찌르는 형벌 등의 온갖 고통을 견뎌내었다. 그는 100 대 이상의 태형을 받았고, 1840년 1월 23일에 33세의 나이로 교수형을 받아 순교하였다.

## 시복 · 시성
정화경 안드레아는 1925년 7월 5일에 로마 성 베드로 광장에서 교황 비오 11세가 집전한 79위 시복식을 통해 복자 품에 올랐고, 1984년 5월 6일에 서울특별시 여의도에서 한국 천주교 창립 200주년을 기념하여 방한한 교황 요한 바오로 2세가 집전한 미사 중에 이뤄진 103위 시성식을 통해 성인 품에 올랐다.

## 참고 문헌
- 가톨릭 사전: 정화경
- Catholic Bishop's Conference Of Korea. 103 Martryr Saints: 정화경 안드레아 Andreas Chong Hwa-gyong 보관됨 2014-12-14 - 웨이백 머신